# 邾国故城
邾国故城，位于山东省邹城市东南12.5公里，峄山镇纪王城村周围，北枕峄山，南依廓山，地势开阔。地貌呈南北高亢、中部略低，源于峄山的金水河自东向西穿过故城，汇入白马河。故城平面近似长方形，南北长2500米，东西长2530米，城周约10000米。故城构筑利用山间高地，具有战略防御特点。现存城墙4000米，残高3—4米，最高处约7米。墙基宽20—30米，夯筑。城内中部偏北处有一高地，发现大片夯土、础石、花纹砖等建筑材料，经考证是邾国宫殿区。此外在故城东北发现邾国贵族墓地，在城西南金水河两岸发现邾国手工业作坊区。